# Сорокошицька дібровна ділянка
Сорокоши́цька дібро́вна діля́нка — ботанічна пам'ятка природи місцевого значення в Україні. Розташована в межах Деснянської селищної громади Чернігівського району Чернігівської області, біля північної частини села Сорокошичі.
Площа 2,9 га. Статус присвоєно згідно з рішенням Чернігівського облвиконкому від 27.04.1964 року № 236; від 10.06.1972 року № 303; від 27.12.1984 року № 454; від 28.08.1989 року № 164. Перебуває у віданні ДП «Остерське лісове господарство» (Сорокошицьке л-во, кв. 55, 60). 
Статус присвоєно для збереження частини лісового масиву з насадженнями дуба. Ділянка простягається вузькою смугою у формі перевернутої літери V і прилягає до північної та північно-західної околиці села.
Пам'ятка природи «Сорокошицька дібровна ділянка» розташована в межах Міжрічинського регіонального ландшафтного парку.